# Astro de Plata
Astro de Plata, född 23 oktober 1991 i Toluca de Lerdo i Mexiko, är en mexikansk före detta luchador (fribrottare). Han tävlade med mask och hans namn är okänt av allmänheten, vilket är vanligt inom lucha libre-kulturen. Han är bror till wrestlaren Astro Rey Jr. och de två tävlade ofta i lag. Han ådrog sig en allvarlig ryggradsskada i februari 2013 som skulle komma att bli karriärsavslutande. Astro de Plata blev känd som en väldigt innovativ fribrottare som gjorde mycket i ringen under sin korta karriär som ingen annan tidigare hade gjort.
Astro de Plata tillbringade större delen av sin karriär i det tredje största fribrottningsförbundet i Mexiko, Grupo Internacional Revolución (IWRG), men brottades även under kort tid i Lucha Libre AAA Worldwide.
Sedan 2021 brottas hans yngre kusin under namnet Astro de Plata Jr.. 

## Karriär

### Tidigare år, IWRG: 2007–2012
Den första kända match som Astro de Plata har gått var på en "Reyes del Ring"-show i Mexico City den 16 januari 2007. Han gick då under namnet Máscarita de Oro y Plata. Mascarita de Oro y Plata brottades i lag med La Sombra Vengadora mot Perro Cibernético och Súper Destello. Resultaten från matchen är okända. Han brottades under namnen Máscarita de Oro y Plata och Máscara de Oro y Plata på små evenemang runt om i Mexiko ända fram till 2011 då han gick med i förbundet IWRG (International Wrestling Revolution Group). IWRG är Mexikos tredje största fribrottningsförbund med sin bas i Arena Naucalpan i Naucalpan de Juárez, strax väst om Mexico City och visas varje vecka på TV via TV Aztéca. 
I sin första match i IWRG presenterade han för första gången sin nya mask och namn - Astro de Plata. Den 21 augusti 2011 vann han sin debutmatch för IWRG tillsammans med sin bror Astro Rey Jr. och Bugambilia del Norte över Carta Brava Jr., El Picudo Jr. och El Polifacético. Astro de Plata fortsatte att brottas i IWRG under 2011 fram till och med april 2012.

### Asistencia Asesoría y Administración
I oktober 2012 var Astro de Plata tillbaka i TV, den här gången för Asistencia Asesoría y Administración (numera Lucha Libre AAA Worldwide), Mexikos största fribrottningsförbund. Den 21 oktober 2012 gjorde han sin televiserade debut, i Arena López Mateos. I lag med den betydligt mer erfarna Freelance förlorade han dock matchen mot Dr. Cerebro och Mike Segura. Astro de Plata skulle komma att medverka i ytterligare fyra TV-sända matcher i förbundet, de två sista vann han och hans lag. I november 2012 deltog han i en match där han utförde en tijeras (huvudsax-nedtagning) hoppande oassisterat över det högsta repet, vilket han var först någonsin inom sporten att göra. Detta ögonblick placerade sig på fjortonde plats i den årliga Top 100-nedräkningen av årets bästa ögonblick, av Tercera Caida (numera Más Lucha).

### Skada och karriärslut
Den 2 februari 2013 deltog han i en match i ett oberoende förbund, XMW. Matchen gick av stapeln i arenan El Gimnasio Gloria i Mexico City. Han var ställd emot Ricky Marvin, Arez, Eita, Skayde, Terremoto och El Tornado i matchen. Under matchen gjorde han tillsammans med en annan brottare en rörelse kallad Casadora (Wheelbarrow) Stunner och vid landningen föll hans motståndare handlöst med full vikt över Astro de Platas nacke och rygg. Han svimmade först av innan han uppenbarligen tappade känseln i benen och rullade ur ringen för att senare bäras ut på bår. Dagen efter stod det klart att han hade frakturer på flera ryggkotor. Efter incidenten bad bland annat den mexikanska median The Gladiatores om donationer som Astro de Plata behövde för att kunna finansiera de svåra och dyra operationer han behövde göra. Förbundet DTU anordnade en show med hela Astro de Platas aktiva familj på plats så att publiken kunde ge pengar till dem personligen. Det hölls minst fyra, men troligtvis många fler fribrottningsevenemang för att dra in pengar till Astro de Platas operationer. 
Astro de Plata blev tillfälligt rullstolsbunden i månader. Astro de Platas allvarliga skada gav också upphov till flera diskussioner inom lucha libre, om huruvida säkerheten är för låg, och för lite vårdpersonal finns på plats.
Den 23 mars 2013 spelade Astro de Plata in en femton minuter lång intervju för The Gladiatores där han pratade om sin skada, stöd från vänner och familj med mera.
Den 15 november 2015 återvände Astro de Plata till ringen, rehabiliterad, för en sista match mot sin bror som då gick under namnet Astro. Efter detta avslutade Astro de Plata formellt karriären.